# Stade du Mémorial de l'Universiade
Le stade du Mémorial de l'Universiade (en japonais : 神戸総合運動公園陸上競技場) est un stade omnisports basé à Kobé au Japon. Sa capacité est de 45 000 places.

## Histoire
Il est inauguré en 1985 à l'occasion de l'l'Universiade d'été de 1985. Son club résident est le Vissel Kobe qui utilise également le Kobe Wing Stadium. En 2006 le stade accueillit le 61e Festival national des sports du Japon. 
Le 9 mai 2007 l'Équipe du Japon de rugby à XV affronte dans ce stade les Classic All Blacks. Des matchs de Top League, la première division japonaise de rugby s'y déroulent également. 
En 1994, lors de la Coupe Kirin, l'équipe de France de football y affronte l'équipe d'Australie de football et s'imposa sur le score de 1 but à 0.
Le stade est le site principal des championnats du monde d'athlétisme handisport 2024, du 17 au 25 mai.